# Statistiche e record dell'Associazione Calcio Carpi

## Statistiche di squadra

### Partecipazioni ai campionati
Nazionali
In 87 stagioni sportive a partire dall'esordio a livello nazionale nella Lega Nord nel 1922:
| Livello | Categoria                           | Partecipazioni | Debutto   | Ultima stagione | Totale |
| ------- | ----------------------------------- | -------------- | --------- | --------------- | ------ |
| 1º      | Prima Categoria                     | 3              | 1919-1920 | 1921-1922       | 4      |
| 1º      | Serie A                             | 1              | 2015-2016 | 2015-2016       | 4      |
| 2º      | Seconda Divisione                   | 4              | 1922-1923 | 1925-1926       | 11     |
| 2º      | Prima Divisione                     | 2              | 1926-1927 | 1927-1928       | 11     |
| 2º      | Serie B                             | 5              | 2013-2014 | 2018-2019       | 11     |
| 3º      | Prima Divisione                     | 7              | 1928-1929 | 1934-1935       | 34     |
| 3º      | Serie C                             | 15             | 1936-1937 | 2020-2021       | 34     |
| 3º      | Serie C1                            | 10             | 1989-1990 | 1998-1999       | 34     |
| 3º      | Lega Pro Prima Divisione            | 2              | 2011-2012 | 2012-2013       | 34     |
| 4º      | Promozione                          | 2              | 1950-1951 | 1951-1952       | 29     |
| 4º      | IV Serie                            | 5              | 1952-1953 | 1958-1959       | 29     |
| 4º      | Campionato Interregionale - 2ª Cat. | 1              | 1957-1958 | 1957-1958       | 29     |
| 4º      | Campionato Interregionale           | 1              | 1958-1959 | 1958-1959       | 29     |
| 4º      | Serie D                             | 15             | 1962-1963 | 2022-2023       | 29     |
| 4º      | Serie C2                            | 4              | 1978-1979 | 1999-2000       | 29     |
| 4º      | Lega Pro Seconda Divisione          | 1              | 2010-2011 | 2010-2011       | 29     |
| 5º      | Campionato Interregionale           | 7              | 1981-1982 | 1987-1988       | 16     |
| 5º      | Serie D                             | 9              | 1980-1981 | 2009-2010       | 16     |

Regionali
In 10 stagioni sportive a partire dall'esordio a livello regionale in Promozione nel 1913:
| Livello | Categoria       | Partecipazioni | Debutto   | Ultima stagione | Totale |
| ------- | --------------- | -------------- | --------- | --------------- | ------ |
| I       | Promozione      | 2              | 1913-1914 | 1914-1915       | 10     |
| I       | Prima Divisione | 3              | 1935-1936 | 1949-1950       | 10     |
| I       | Prima Categoria | 3              | 1959-1960 | 1961-1962       | 10     |
| I       | Eccellenza      | 2              | 2000-2001 | 2001-2002       | 10     |

### Partecipazione alle coppe
| Competizione                            | Partecipazioni | Debutto   | Ultima stagione | Totale |
| --------------------------------------- | -------------- | --------- | --------------- | ------ |
| Coppa Italia                            | 18             | 1922      | 2020-2021       | 18     |
| Coppa Italia Semiprofessionisti         | 3              | 1974-1975 | 1979-1980       | 19     |
| Coppa Italia Serie C                    | 13             | 1988-1989 | 2019-2020       | 19     |
| Coppa Italia Lega Pro                   | 3              | 2010-2011 | 2012-2013       | 19     |
| Supercoppa di Lega di Seconda Divisione | 1              | 2011      | 2011            | 1      |
| Coppa Italia Serie D                    | 10             | 2002-2003 | 2022-2023       | 10     |

### Altre statistiche
Il Carpi, a partire dall'esordio agonistico avvenuto nel 1913, ha disputato 98 stagioni sportive, di cui 90 a carattere nazionale e 10 a carattere regionale. Ha disputato 4 campionati di massima serie (3 di Prima Divisione e 1 di Serie A) e 11 campionati di seconda serie (2 di Promozione - a carattere regionale - 4 di Seconda Divisione, 2 di Prima Divisione e 5 di Serie B). I campionati ai quali il Carpi ha preso maggiormente parte sono quelli di terzo e quarto livello, rispettivamente Serie C e Serie D.
Nella sua unica stagione di Serie A (2015-2016) il Carpi ha giocato 38 partite, ottenendo 9 vittorie, 11 pareggi e 18 sconfitte. I gol segnati sono stati 37, mentre quelli subiti 57. La vittoria più larga è un 4-1 interno contro il Genoa, mentre la peggior sconfitta è l'1-5 rimediato sul campo della Roma.
In Serie B, categoria in cui annovera 3 partecipazioni, contando anche le gare di play-off la squadra ha giocato un totale di 131 partite, vincendone 56, pareggiandone 41 e perdendone 34. Le vittorie in casa sono state 27, i pareggi 25 e le sconfitte 13. I gol realizzati sono stati 153 e quelli subiti 119. La miglior vittoria è 5-0 sul campo del Pescara; le peggiori sconfitte sono invece gli 1-4 subìti in trasferta contro Cesena, Avellino e Cittadella, e tra le mura casalinghe contro la SPAL.
Gli emiliani hanno inoltre partecipato a 3 campionati di Lega Pro: 2 di Prima Divisione (2011-2013) e 1 di Seconda Divisione (2010-2011). In Prima Divisione il Carpi ha giocato 74 partite, di cui 34 vittorie, 22 pareggi e 18 sconfitte. Ha messo a segno 92 reti subendone 64. La miglior vittoria è un 4-0 casalingo ai danni del Tritium, mentre le sconfitte con maggior scarto tre 1-3 in trasferta contro Cuneo, Pro Vercelli e Trapani.
In Seconda Divisione il Carpi ha giocato 30 partite, di cui 19 vinte, 8 pareggiate e 3 perse, realizzando 45 gol e subendone 16. La miglior vittoria rimane un 5-1 sul campo del Celano.

## Statistiche individuali
Dati aggiornati al 25 ottobre 2020.

### Lista dei capitani
| Calciatore        | Ruolo | Stagioni al club                 | Stagioni da capitano | Presenze | Reti |
| ----------------- | ----- | -------------------------------- | -------------------- | -------- | ---- |
| …                 |       |                                  |                      |          |      |
| Ivo Pulga         | C     | 1980-1982, 1983-1984 e 1994-1999 | 1994-1999 (5)        | 202      | 14   |
| …                 |       |                                  |                      |          |      |
| Antonio Gallo     | D     | 2001-2003                        | 2002-2003 (1)        | 61       | 6    |
| Vito Santeramo    | D/C   | 2002-2004                        | 2003-2004 (1)        | ?        | ?    |
| Francesco Bastia  | D     | 1998-2000 e 2002-2007            | 2004-2007 (3)        | 148      | 7    |
| Stefano Roncarati | D     | 2006-2008                        | 2007-2008 (1)        | 55       | 33   |
| Renato Bartoli    | D     | 2007-2008                        | 2008 (1)             | 35       | 3    |
| Simone Teocoli    | D     | 1999-2000 e 2001-2008            | 2008 (1)             | 175+     | 5+   |
| Fabio Caselli     | D     | 2009-2011                        | 2009-2011 (2)        | 46       | 2    |
| Gabriele Cioffi   | D     | 2010-2012                        | 2011-2012 (1)        | 52       | 6    |
| Claudio Lollini   | A     | 2004-2008                        | 2012-2013 (2)        | 10       | 0    |
| Emanuele Pesoli   | D     | 2013-2014                        | 2013-2014 (1)        | 35       | 1    |
| Filippo Porcari   | C     | 2013-2015 e 2016                 | 2014-2015 (1)        | 79       | 1    |
| Cristian Zaccardo | D     | 2015-2016                        | 2015-2016 (1)        | 29       | 1    |
| Raffaele Bianco   | C     | 2012-2013 e 2014-2017            | 2016-2017 (1)        | 135      | 7    |
| Fabrizio Poli     | D     | 2010-2015 e 2016-2019            | 2017-2019 (2)        | 228      | 11   |
| Enrico Pezzi      | D     | 2018-2020                        | 2019-2020 (1)        | 47       | 0    |
| Minel Šabotić     | D     | 2019-2021                        | 2020-2021 (1)        | 29       | 1    |

### Presenze in partite ufficiali
in grassetto i calciatori ancora in squadra
| Totale - 333 Claudio Pressich (1963-1975) - 290 Aurelio Dotti (1965-1975) - 275 Simone Teocoli (1999-2000, 2001-2008) - 274 Lorenzo Pasciuti (2009-2019) - 269 Giancarlo Magnani (1972-1979) - 265 Fabrizio Poli (2010-2015, 2016-2019) - 245 Raffaello Papone (1986-1993) - 239 Giuseppe Pantaleoni (1941-1943, 1945-1948?) - 238 Carlo Forghieri (1938-1942, 1945-1947) - 231 Ivo Pulga (1980-1982, 1983-1984, 1994-1999) | Serie A - 36 Kevin Lasagna (2015-2016) - 35 Gaetano Letizia (2015-2016) - 31 Riccardo Gagliolo (2015-2016) - 30 Vid Belec (2015-2016) 30 Simone Romagnoli (2015-2016) - 29 Isaac Cofie (2015-2016) 29 Antonio Di Gaudio (2015-2016) - 27 Lorenzo Lollo (2015-2016) 27 Cristian Zaccardo (2015-2016) - 26 Raffaele Bianco (2015-2016) | Serie B - 153 Fabrizio Poli (2013-2015, 2016-2019) - 133 Lorenzo Pasciuti (2013-2015, 2016-2019) - 119 Alessio Sabbione (2014-2015, 2016-2019) - 116 Gaetano Letizia (2013-2015, 2016-2017) - 110 Lorenzo Lollo (2013-2015, 2016-2017) - 109 Fabio Concas (2013-2014, 2016-2019) - 107 Antonio Di Gaudio (2013-2015, 2016-2017) - 104 Jerry Mbakogu (2013-2015, 2017-2018) - 102 Riccardo Gagliolo (2013-2015, 2016-2017) 102 Simone Romagnoli (2013-2015, 2016-2017) - 95 Simone Colombi (2014, 2016-2019) |

### Marcature in partite ufficiali
in grassetto i calciatori ancora in squadra
| Totale - 78 Gianfranco Poletto (1963-1970) 78 Giorgio Vernizzi (1958-1965) - 76 Armando Onesti (1957-1961) - 57 Alberto Bonaretti (1938-1940, 1944-1946, 1954-1956) - 52 Enrico Gherardi (2005-2007, 2009-2010) 52 Marco Gibertini (1975-1984) - 38 Armando Aguzzoli (1986-1992) 38 Mauro Sberveglieri (1984-1987) - 37 Jerry Mbakogu (2013-2016, 2017-2018) - 35 Ennio Bergonzini (1933-1942) | Serie A - 5 Kevin Lasagna (2015-2016) - 4 Marco Borriello (2015-2016) - 3 Antonio Di Gaudio (2015-2016) 3 Lorenzo Lollo (2015-2016) 3 Simone Verdi (2015-2016) - 2 Ryder Matos (2015-2016) 2 Jerry Mbakogu (2015-2016) 2 Lorenzo Pasciuti (2015-2016) - 1 9 calciatori | Serie B - 33 Jerry Mbakogu (2013-2016, 2017-2018) - 19 Kevin Lasagna (2014-2015, 2016-2017) - 17 Fabio Concas (2013-2014, 2016-2019) - 15 Antonio Di Gaudio (2013-2015, 2016-2017) - 9 Riccardo Gagliolo (2013-2015, 2016-2017) - 8 Roberto Inglese (2013-2015) 8 Ledian Memushaj (2013-2014) 8 Lorenzo Pasciuti (2013-2015, 2016-2019) - 7 Federico Melchiorri (2018) 7 Fabrizio Poli (2013-2015, 2016-2019) |